# Ausência (direito)
Ausência é a situação da pessoal natural que desaparece de seu domicílio, sem deixar representante, provocando incerteza jurídica sobre sua existência. Os elementos necessários para confirmar a ausência são: desaparecimento de domicilio, dúvidas sobre a existência da pessoa natural e a sentença judicial.
A Declaração de ausência tem a finalidade de proteger os bens do ausente, os credores e até próprio Estado.

## Fases
Divide-se em três fases:
1. Curadoria dos Bens - legitimados, nomeação de curador (a função do curador é a prestação de contas ?[2], arrecadação dos bens e publicação de editais.
2. Sucessão Provisória: legitimados, pagamento dos credores, distribuição provisória da herança [3].

Os administradores desta fase Podem ser: Cônjuge se não estiver separado judicialmente ou há mais de dois anos da data da ausência , os pais e os descentes , nessa ordem . Todos esses esses não prestam caução, ou seja possuem total benefício, 100% dos lucros.
Outros Prestam caução, todo fruto adquirido, 50% é aplicado, para segurança dos bens do ausente caso ele retorne.
Se o ausente retornar, ao longo da 2ª fase e justificar sua ausência ele recebe toda aplicação dos frutos feita pelo administrador. Não fazendo uma justificativa adequada, toda fruto aplicado passará para o administrador.
1. Sucessão Definitiva: distribuição definitiva da herança pois o ausente é considerado morto presumido [4].

Porém se o ausente retornar ele recebe os seus bens de volta do jeito que este se encontrar .